# Tresor d'Egina

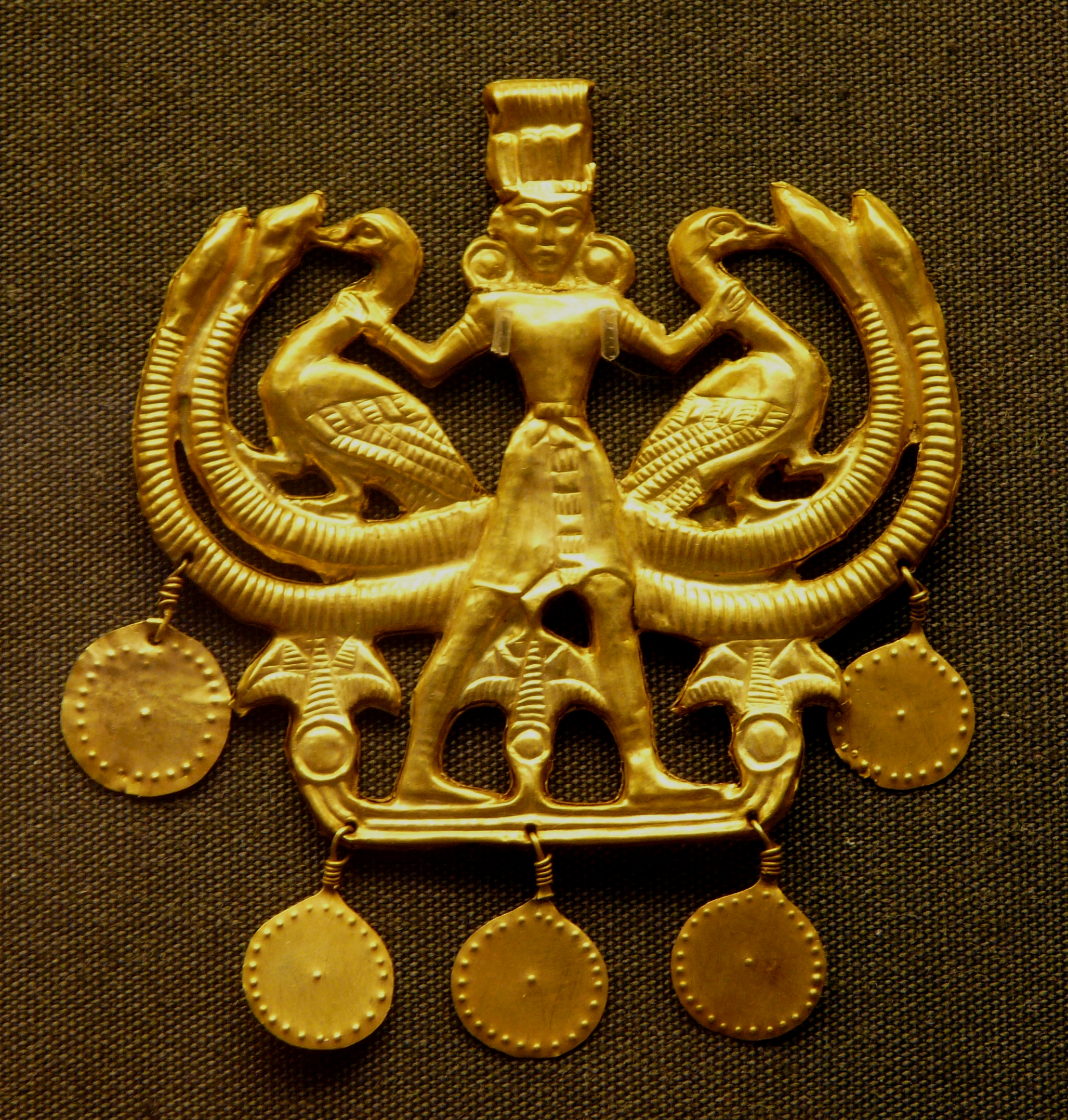
El «Senyor dels animals», una de les joies del tresor d'Egina

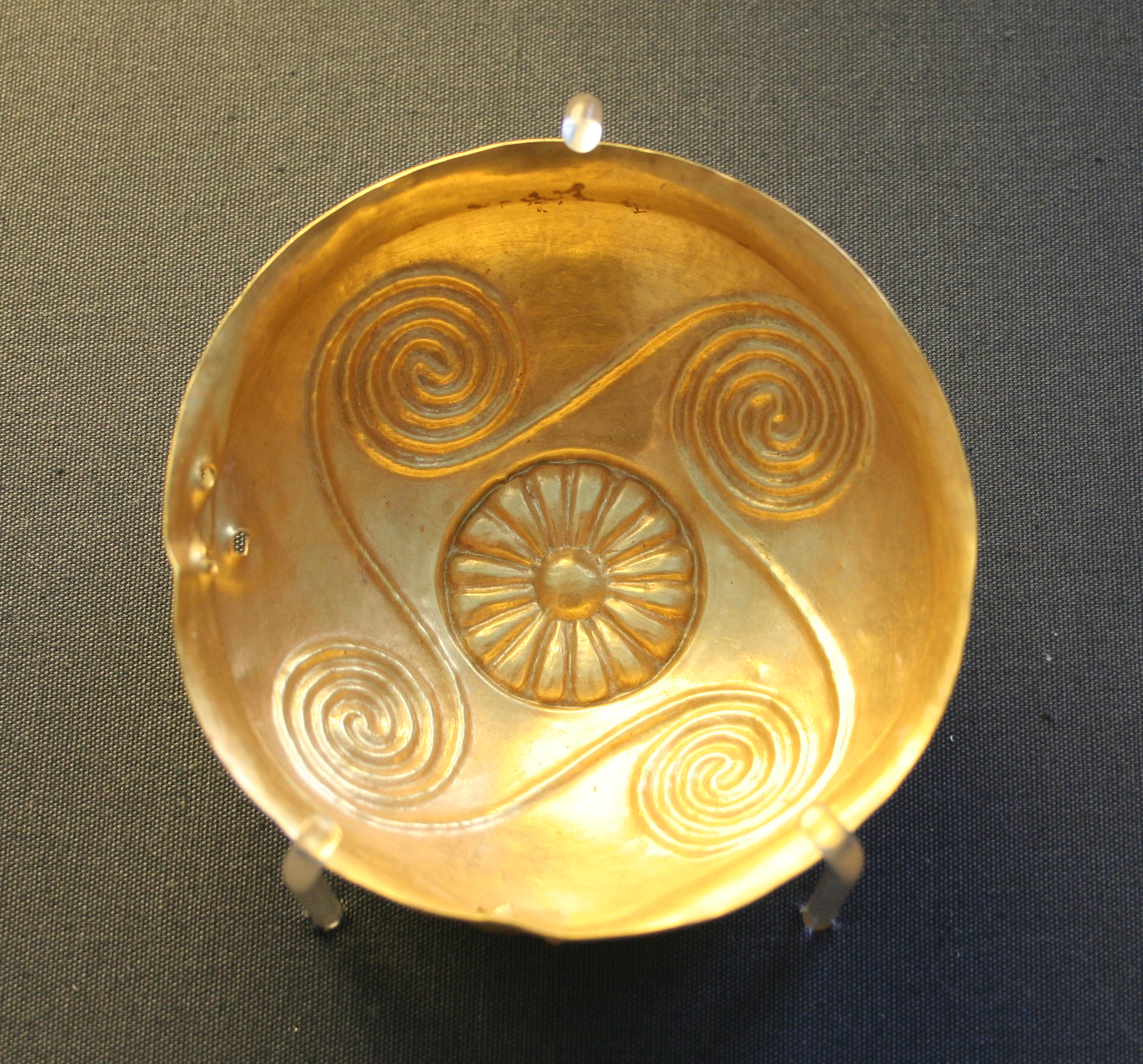
Copa del tresor d'Egina

El tresor d'Egina és una col·lecció de setanta joies de l'antiguitat que suposadament es trobà en un jaciment arqueològic de l'illa d'Egina, a Grècia, i que es poden veure encara al Museu Britànic, a Regne Unit.
S'atribueix a les joies un origen minoic amb certa influència egípcia. Sembla que el tresor podria datar-se d'entre 1700 i 1500 ae, tot i que la tomba en què suposadament es trobà pertany al 1350 ae si fa no fa.
El componen tres diademes, dos parells d'arracades, cinc anelles, gran quantitat de collarets i grans, un penjoll, un braçalet, un anell, 54 plaques i una copa amb relleus. Tots aquests objectes són d'or. D'altra banda, n'hi ha altres anells i penjolls fets amb pedres precioses com lapislàtzuli, quars, ametista, cornalina i jaspi verd.
En destaca un penjoll d'or anomenat «Senyor dels animals», on apareix representat sobre un vaixell un déu de la natura que sosté una au aquàtica en cada mà. El vaixell està adornat amb flors de lotus.
La copa, d'or, té un diàmetre de 9,6 cm i està adornada amb un relleu format per una roseta central envoltada per quatre espirals.
S'estima que la troballa de les joies es degué produir entre 1887 i 1890, en una tomba micènica del jaciment arqueològic de Kolona. El 1891 Fred Creswell oferí la col·lecció, juntament amb un disc d'or, al Museu Britànic, que adquirí aquest tresor el 1892 per 4.000 lliures.